# Turkestan

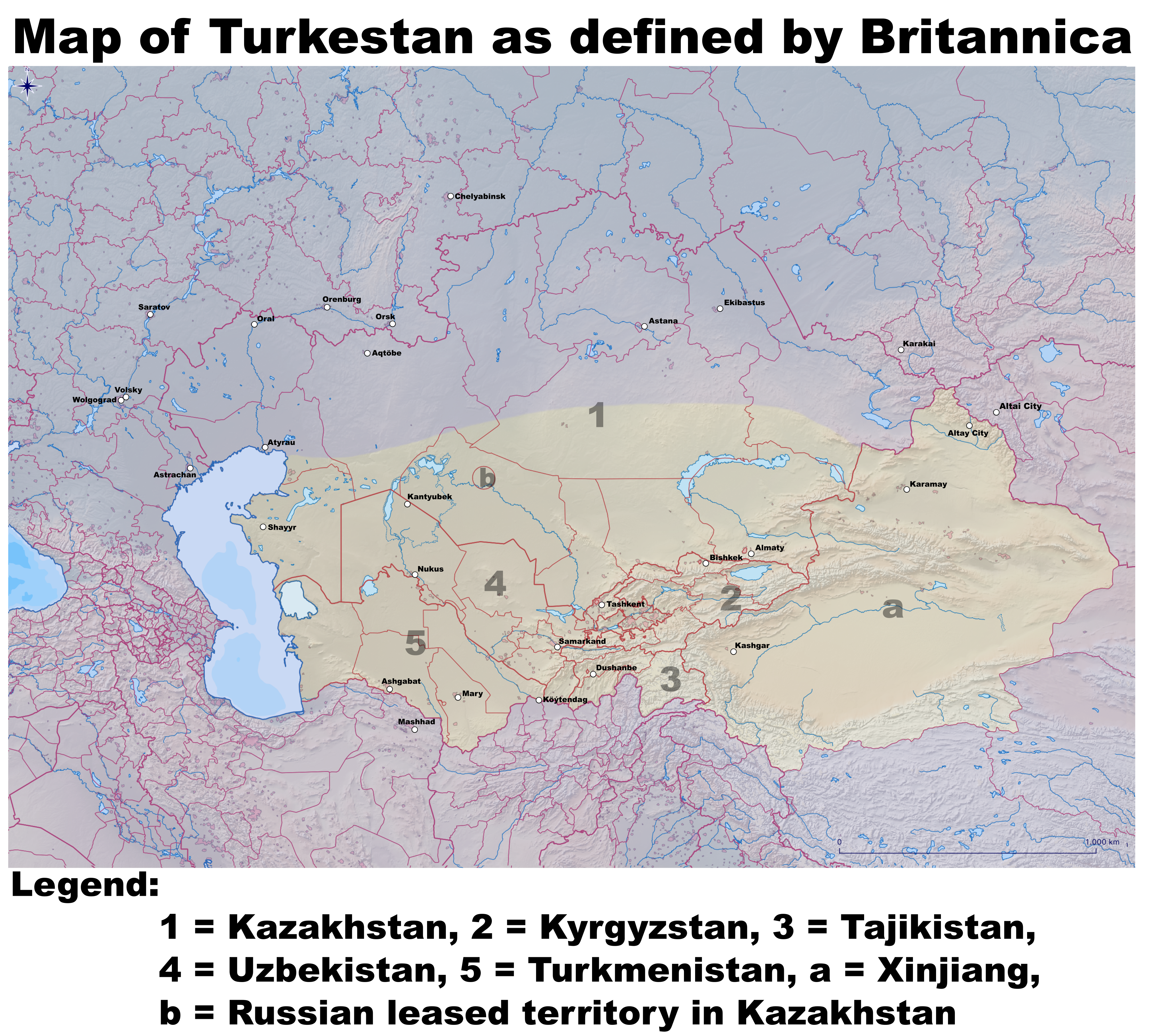
Ausdehnung Turkestans nach Definition der Britannica und dessen ungefährer Anteil an den heutigen zentralasiatischen Staaten.

Turkestan (persisch ترکستان, ‚Land der Türken‘; auch in den Schreibungen Türkestan, Turkistan und Türkistan) ist eine persische Bezeichnung für eine nicht fest umrissene zentralasiatische Region, die sich grob vom Kaspischen Meer im Westen bis zur Wüste Gobi im Osten erstreckte.
Der Begriff Turkestan ist mehrdeutig und bezeichnet Siedlungs- oder Herrschaftsgebiete von Turkvölkern sowie Regionen, die historisch den Namen Turkestan trugen. Im Lauf der Geschichte wurden damit verschiedene Regionen bezeichnet. Turan bezeichnet im Zusammenhang mit der iranischen Mythologie eine teilweise ähnliche Region. Der Begriff Turkestan wurde in der Literatur, insbesondere in Reiseaufzeichnungen verwendet. 
Die so bezeichneten Regionen gehören heute im Wesentlichen zu den sieben Staaten Turkmenistan, Usbekistan, Tadschikistan, Kirgisistan, Kasachstan (südlicher Teil), Afghanistan (nördlich des Hindukusch) und China (autonome Region Xinjiang). Die großen Turkvölker der Region, abgesehen von den Uiguren, bilden inzwischen eigene Turkstaaten. Auch Tadschikistan ist ein unabhängiger Staat.

## Etymologie
Turkestan bedeutet in persischer Sprache „Land der Türken“ und hat seinen Namen von den „Türken“. Unter dieser Sammelbezeichnung sind die (Kök-)Türken im westlichen Teil ihres Herrschaftsbereichs und ihre Nachfolger, u. a. die On Oq, die Türgesch, Karluken, die Ghuzz, Qirghiz und Karachaniden zu verstehen.

## Bevölkerung und Sprachen
Im historischen Gebiet von Turkestan leben heute zahlreiche Ethnien, darunter turksprachige wie die Turkmenen, Uiguren, Usbeken, Karakalpaken, Kasachen, Kirgisen, Tataren, Karäim, Krimtürken und Turk-Mescheten. Aber auch die iranischsprachigen Tadschiken und weitere, kleinere iranischsprachige Volksgruppen sowie Han-Chinesen, Russen, Ukrainer, Deutsche und Koreaner sind dort ansässig.
Es werden zahlreiche Sprachen gesprochen. In weiten Teilen des südlichen Turkestans werden iranische Sprachen gesprochen, von denen die persische Sprache die bedeutendste ist. In Usbekistan wird Usbekisch gesprochen.

## Gliederung
Nach der russischen Eroberung wurde des Generalgouvernement Turkestan errichtet, das die russischen Eroberungen in Zentralasien umfasste, bis 1899 mit Ausnahme des Gebiets des heutigen Turkmenistan, das als Oblast Transkaspien bis dahin dem Vizekönigreich Kaukasien unterstellt war. Bis zum Ersten Weltkrieg setzte sich der Begriff „Turkestan“ allgemein durch. Man begann nun, zwischen West- und Ostturkestan zu unterscheiden. Ab 1942 definierte man „Turkestan“ wie folgt: West- und Ostturkestan in der Sowjetunion und der Volksrepublik China, zu dem noch die iranische Provinz Gorgan und die Ausläufer des alten Chorasan hinzu kamen. Daneben wurden noch der Norden Afghanistans („Südturkestan“) und das südliche und mittlere Kasachstan einbezogen und Turkestan damit abgerundet.
Turkestan wurde in drei Bereiche unterteilt:
1. West-Turkestan (auch Russisch-Turkestan oder Sowjetisch-Mittelasien genannt) besteht aus Kirgisistan, Tadschikistan, Turkmenistan, Usbekistan und dem südlichen Bereich Kasachstans.  Mitunter wird auch das Gebiet des ehemaligen russischen Generalgouvernements Steppe (Nord- und Westkasachstan) aufgrund der ehemaligen kasachischen Kleinen und Mittleren Horde in den Begriff Turkestan eingeschlossen. Diese Praxis gilt jedoch als umstritten, da nur das südliche Territorium des Kasachen-Khanates (Große Horde) in der Region Turkestan lag. Die historischen Provinzen Transoxanien und Choresmien liegen in West-Turkestan.
2. Ost-Turkestan (auch  Chinesisch-Turkestan bezeichnet) war ursprünglich nur auf das südwestliche Gebiet der Uigurischen Autonomen Region (Xinjiang) beschränkt, wird aber heute auf die gesamte Region ausgedehnt. Uigurische Separatisten bezeichnen diese Teilregion Turkestans auch vielfach als Uyghuristan, als „Land der Uiguren“.
3. Süd-Turkestan wird heute von den Turkvölkern als Bezeichnung für das nördliche Afghanistan verwendet. Süd-Turkestan wurde ursprünglich aus den südlichen Gebietsteilen des turkestanischen Khanats Buchara gebildet. Der Gebrauch des Begriffs „Turkistan“ für dieses Gebiet in der europäischen Literatur geht auf britische Autoren des 19. Jahrhunderts zurück. Es gibt auch eine ehemalige Provinz von Afghanistan, die den Namen Turkistan führte.[3] Süd-Turkestan zählt größtenteils zur Region Chorasan.

Die Bezeichnungen „West-“ und „Ost-Turkestan“ sind auf den Russen Timkowskij (Тимковский) zurückzuführen, der sie 1805 in seinem Botschaftsbericht für Zentralasien verwendete. Mitunter werden auch die Regionen des Altai- und des Sajangebirges sowie die turksprachig besiedelten Randgebiete der westlichen Mongolei zu Turkestan gerechnet. Diese Regionen bilden das historische Ursprungzentrum der heutigen Turkvölker. Doch ist diese Praxis unter anerkannten Turkologen umstritten und findet vielfach nur in der halbwissenschaftlichen Sekundärliteratur Verwendung.
Der Name „Süd-Turkestan“ wurde vor allem Ende der 1980er und Anfang der 1990er Jahre durch Panturkisten Zentralasiens geprägt und auf die afghanische Hindukuschregion ausgedehnt, da dort neben Tadschiken auch kleinere kirgisische und uigurische Minderheiten leben.
Der Militärbezirk „Turkestan“ der Roten Armee umfasste die damaligen Sowjetrepubliken Turkmenistan und Usbekistan. (Die Sowjetrepubliken Kasachstan, Kirgisistan und Tadschikistan waren im Militärbezirk „Zentralasien“ zusammengeschlossen.)
Durch Turkestan verläuft die Turkestan-Sibirische Eisenbahn, kurz Turksib.

## Geschichte

### Vorgeschichte
Im historischen Gebiet von Turkestan lebten im Laufe der Geschichte viele Völker, da die Landschaft ein Durchzugsgebiet von nomadischen Steppenvölkern war. In der Antike gehörten Teile zum Perserreich und zum Reich Alexanders des Großen. Die hellenistischen Nachfolgeherrscher konnten den Raum jedoch nur zeitweilig kontrollieren. Die Gegend wurde schließlich von nomadischen Völkern beherrscht. Ein großer Teil der ostturkestanischen Region gehörte um 174 v. Chr. zur Stammesföderation der Hsiung-nu. Die Region wurde in der Folgezeit von unterschiedlichen Gruppen und unterschiedlich stark ausgeprägt beherrscht.
Um 400 wurde ein Teil Turkestans von den Rouran beherrscht, die ebenfalls eine nomadische Stammesföderation bildeten. In anderen Teilen des spätantiken Zentralasiens herrschten untern anderem die iranischen Hunnen. Im Südwesten lag die Grenze zum mächtigen Sassanidenreich.

### Köktürken und Tang-Chinesen

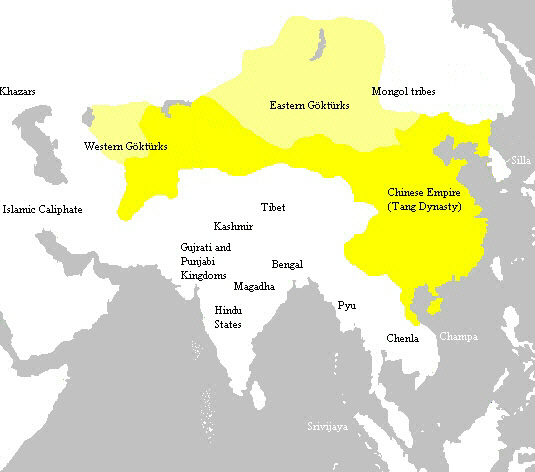
Die Tang-Dynastie um ca. 669

Mitte des 6. Jahrhunderts fielen dann die heute als On-Ok bezeichneten Kök-Türken in Turkestan ein und errichteten in diesem Gebiet ihr westliches Teil-Khanat, dass sich bis zum Jahr 745 halten konnte. Doch bereits 657 errichtete das China der Tang-Dynastie in der südlichen Region des westlichen Göktürkenreiches seine Provinz der „vier Garnisonen“. Die Tang-Chinesen nannten dieses unterworfene Gebiet schließlich 西部地區 westliches Territorium. Mehrmals gehörte das von Tang-China unterworfene Gebiet im 7. und 8. Jahrhundert aber auch zu Tibet. Nach dem Untergang des Kök-Türkenreiches (745) wurden auf dessen Gebiet verschiedene turkstämmige Nachfolgereiche gegründet. So entstand auf dem Gebiet des ehemaligen Ostkhanates (östliches Turkestan und eigentliche Mongolei) das Reich der Uiguren, das bis 840 Bestand hatte. Es wurde schließlich von den Jenissej-Kirgisen zerstört.
Im ehemaligen Westkhanat wurden unter anderem die Reiche der Kiptschaken und der Seldschuken gegründet, deren Einflussbereich sich schließlich bis Europa und Vorderasien erstrecken sollte. Aber auch die Reiche der Chasaren und der Oghusen hatten in Turkestan eine ihrer Wurzeln.

### Einfall der Araber
Zwischen den Jahren 661 und 750 wurden weite Teile des späteren Turkestans von den Arabern erobert und islamisiert. Es bestanden zu dieser Zeit aber auch starke christliche und buddhistische Gemeinden in der Region. Im 8. Jahrhundert stritten sich das Kalifenreich und China offen um das Gebiet des späteren Turkestans. Schließlich wurde das turkestanische Gebiet zwischen beiden Kontrahenten aufgeteilt: Chinas Einflussbereich erstreckte sich von der Region um das Tarim-Becken über den Balkaschsee bis zum Ostufer des Syrdarjas. Die Gebiete westlich des Syrdarjas bis zur Halbinsel Mangyschlak gehörten zum Einflussbereich des Abbasidenkalifats und wurden nach dessen Zerfall von verschiedenen muslimischen Regionaldynastien wie den iranischen Samaniden (9./10. Jahrhundert) und den türkischen Qarachaniden (10.–13. Jahrhundert) beherrscht. Während der zweiten Hälfte des 11. und der ersten Hälfte des 12. Jahrhunderts war West-Turkestan ein Teil des ausgedehnten Seldschukenreiches, bevor es sich in der zweiten Hälfte des 12. und zu Beginn des 13. Jahrhunderts unter der Oberherrschaft der anuschteginidischen Choresm-Schahs und der (nichtmuslimischen) Qara-Chitai befand.

### Mongolische Zeit
Seit 1220 gehörte ganz Turkestan dann zum mongolischen Imperium Dschingis Khans, welcher die beiden letztgenannten Reiche vernichtet hatte. In Turkestan wurde das mongolische Teilkhanat Tschagatai gegründet, das in der Osthälfte formal als Moghulistan bis 1510 bestand.
Im 15. Jahrhundert wurde Turkestan an der Grenze zwischen Altai – Tian-Schan – Pamir in zwei Hälften geteilt: Während der Westteil an Timur Lenk fiel und noch bis zur russischen Eroberung unter persischen Einfluss stand, verblieb der Ostteil unter der einheimischen Dschingisiden-Dynastie. Nach Ende der Timuridenzeit gelangte das gesamte Turkestan allerdings nochmals unter mongolische Herrschaft, als die Dschungaren ihr nomadisches Steppenreich begründeten.
Ab 1500 entstanden auf den turkestanischen Gebieten die usbekischen West-Khanate Chiwa und Buchara sowie das kirgisische Khanat Kokand. In der östlichen Hälfte wurden die sogenannten uigurischen Ost-Khanate Kaschgar, Tufan und Chotan gegründet. Das übrige nicht unter persischen und chinesischen Einfluss stehende Gebiet wurde 1509 von kasachischen Nomaden zu einem Khanat zusammengefasst, das bereits wenige Jahre später in drei Apanagen (Teilherrschaften) zerfiel. Diese Apanagen wurden als Kleine, Mittlere und Große Horde bekannt.

### Zeit der chinesischen und russischen Herrschaft
Im Jahr 1759 eroberte das Kaiserreich China diese Gebiete und dehnte seinen Einflussbereich bis zum Balkaschsee aus. Offiziell nannte China ab 1844 diese Gebiete 再一次回來舊的地域 erneut zurückgekehrtes altes Territorium, kurz Xinjiang – neues Land. Das östliche Turkestan wurde am 11. November 1844 mit der benachbarten Dsungarei zur neuen Provinz Xinjiang zusammengefasst und der chinesischen Zivilverwaltung unterstellt.
Ab Mitte des 18. Jahrhunderts begann das russische Zarenreich, sich in die zentralasiatischen Steppen auszudehnen und die kasachischen Nomaden unterstellten sich freiwillig der russischen Herrschaft, um so einen mächtigen Verbündeten gegen die kriegerischen Dschungaren zu haben. In der Zeit zwischen 1822 und 1854 wurde vom zaristischen Russland das nördliche turkestanische Steppengebiet erobert und als Generalgouvernement Steppe dem General Konstantin Petrowitsch von Kaufmann unterstellt. 1812 wurde dann auf dem linken Ufer des Urals die Bökey-Horde begründet, die bis 1845 bestand.
Im 19. Jahrhundert führte Russland mit China Grenzkriege und drängte China weitgehend bis auf die heutigen Grenzen zurück. Nur die heutige Mongolei und Tuwa sowie die Mandschurei verblieben als Provinzen bei China. Jedoch standen diese Gebiete unter russischem Einfluss und galten teilweise als russisches Protektorat.
Die unter chinesischer Oberhoheit lebenden Turkvölker empfanden sich als unterdrückte Volksgruppe. So begannen sie zahlreiche Aufstände gegen die chinesische Herrschaft, bei denen sie vor allem durch Kasachen aus dem russischen Teil der Region unterstützt wurden. Bei diesen Unruhen spielten einflussreiche Derwischorden eine große Rolle. Im 19. Jahrhundert breitete sich der Qādirīya-Orden von Indien aus im östlichen Turkestan ein.

Russisches Turkestan um das Jahr 1900

### Das Emirat von Kaschgar
1864 gründete Jakub Beg, der spätere Emir von Kaschgar, ein neues turkstämmiges Khanat. Dieses trug den Namen „Emirat Kaschgar“ und war im höchsten Maße autokratisch. Seine Armee umfasste schließlich 60.000 Mann und er wurde vom Osmanischen Reich, Russland und Großbritannien als Khan anerkannt. Nachdem aber die chinesische Armee Jakub vernichtend geschlagen hatte (angeblich sollten von seiner 60.000 Mann starken Armee nur zehn überlebt haben) wurde Kaschgarien wieder der Kontrolle Chinas unterstellt. Bereits 1871 hatten russische Truppen das Ili-Gebiet besetzt, das sie jedoch zehn Jahre später wieder räumten.

### Zeit bis zum Zweiten Weltkrieg
Nach Ausbruch der Chinesischen Revolution im Jahre 1911 verblieb Ost-Turkestan im Gegensatz zur Mongolei und Tibet bei China, war aber de facto autonom. Die muslimische Bevölkerung in Ost-Turkestan begann einen bewaffneten Kampf gegen die chinesische Regierung. Zentrum des Aufstands war das Gebiet um Hami. Der Aufstand wurde 1912 unter Yang Zenxing, dem Verwaltungsleiter von Ürümqi, niedergeschlagen. 1913 wurde er zum Generalgouverneur der Region ernannt und herrschte bis zu seiner Ermordung am 7. Juli 1928 in der Provinz Xinjiang.
Mit der Russischen Revolution wurden die Kokander Autonomie und der Alasch-Orda-Staat gegründet, die beide von 1917 bis 1920 bestanden. Im West-Turkestan wurden die sowjetischen Volksrepubliken Buchara, Choresmien sowie die Autonome Sozialistische Sowjetrepublik Turkestan gebildet, die von 1918 bis 1924 bestand. Aufgrund von Unruhen wurde die Sowjetrepublik Turkestan aufgelöst und zwischen 1924 und 1936 daraus neue Republiken gebildet.
Als die 1936 von den Sowjets geforderte Enteignung der kasachischen Viehnomaden durchgeführt werden sollte, floh ein großer Teil von diesen, rund 300.000 Kasachen, mit ihren Herden nach China (Provinzen Xinjiang und Tannu-Uriangchai) und der Mongolei. Ein anderer Teil der Kasachen tötete seine Herden lieber und löste damit eine der größten Hungerkatastrophen in der kasachischen Geschichte aus.
Nach der Ermordung Zenxings (1928) geriet das östliche Turkestan zeitweilig unter starken sowjetischen Einfluss.
Unter seinem Nachfolger, Jin Shuren, dem Gouverneur von 1928 bis 1931, kam es 1931 zur Hami-Rebellion und weiteren Aufständen. Ausgehend von Hami dehnten sich diese nun fast auf die gesamte Provinz aus. Diesmal waren in diesem Aufstand alle Bevölkerungsgruppen der Region involviert. Ein Anführer der Turkstämmigen war der Hodscha Niyaz, der in der Region Kaschgar im November 1933 die Islamische Republik Ostturkestan ausrief. Diese ging allerdings nach sechs Monaten wieder unter. Diese „ostturkestanische Regierung“ wurde bereits Mitte April 1934 verhaftet und an die Provinzregierung Gansu ausgeliefert. Dort wurden ihre Mitglieder hingerichtet. Der „Präsident“ Hadschi wurde drei Jahre später hingerichtet. 1937 gelang es Sheng Shicai, er war Gouverneur von Xinjiang in der Zeit von 1939 bis 1945, im Gebiet um Kaschgar eine neue Revolution niederzuschlagen, in dessen Folge rund 80.000 Revolutionäre ihr Leben verloren. Doch noch im selben Jahr schloss er sich den Nationalisten unter Chiang Kai-shek an, nachdem die Wehrmacht auf Befehl Adolf Hitlers die UdSSR überfallen hatte.
Im November 1944 erhoben sich die Kasachen unter Alichan Tura im Ili-Gebiet und riefen eine neue „Republik Ostturkestan“ aus. Tura und dessen Verbündeter, Usman Batur, versorgten sich in der Mongolei mit Waffen und bereits im September 1945 hielt die sogenannte „Kuldscha-Gruppe“ unter Tura das gesamte Altaigebiet und besetzten Ürümqi und Kaschgar. Die Rebellen suchten den engen Schulterschluss mit der Sowjetunion und stellten diese als Vermittler zwischen ihnen und der chinesischen Regierung ein. Am 12. Juli 1946 wurde die „Republik Ostturkestan“ aufgelöst und die Kasachen erhielten mit dem Autonomen Bezirk Ili ihren eigenen Autonomiebereich in Xinjiang.

### Zeit nach dem Zweiten Weltkrieg
Während des Chinesischen Bürgerkriegs marschierten 1949 Truppen der kommunistischen „Volksbefreiungsarmee“ in Ost-Turkestan ein, das als Provinz Xinjiang Teil der Volksrepublik China wurde. Die rigide Durchführung einer Sinisierungspolitik löste zwischen 1950 und 1968 mindestens 58 Aufstände aus, bei denen ungefähr 360.000 Menschen ihr Leben verloren. 1964 führte die VR China in dem 1955 zur „Autonomen Region“ ernannten Ost-Turkestan erstmals einen Atombombentest durch. 1967 folgte die erste Zündung einer chinesischen Wasserstoffbombe. Zeitgleich wurde den Muslimen in China der Gebrauch der arabischen Schrift verboten und die Zwangsumstellung über ein kyrillisches Alphabet auf ein modifiziertes lateinisches Schriftsystem durchgesetzt.
1979 intervenierte die Sowjetunion in Afghanistan, woraufhin die islamistischen Mudschaheddin den Dschihad ausriefen, um Süd-Turkestan und das restliche Afghanistan von der russischen Armee zu befreien. Am 15. Februar 1989 verließen die letzten sowjetischen Soldaten Afghanistan. Kurz darauf stürmten am 19. Mai bewaffnete Demonstranten in Ürümqi das dortige Parteibüro der KPCh.

### Gegenwart
Mit dem Zerfall der Sowjetunion wurden im westlichen Turkestan die Sowjetrepubliken Kasachstan, Kirgisistan, Tadschikistan, Usbekistan und Turkmenistan zu unabhängigen Staaten. Auch erhoben sich im April 1990 vor allem die Uiguren in Xinjiang erneut gegen die chinesische Zentralregierung und forderten die Unabhängigkeit von China sowie die Errichtung einer eigenständigen Turkrepublik. Die chinesische Regierung bezichtigte Exil-Uiguren, vor allem den damals 90-jährigen İsa Yusuf Alptekin, die Unruhen ausgelöst zu haben. In einer in Istanbul gehaltenen Rede bezeichnete Alptekin die chinesische Politik als „Unterdrückung der ostturkestanischen Muslime“ und deren Kampf als „verzweifelten Überlebungskampf“. Der Aufstand wurde von chinesischen Truppen niedergeschlagen und die Überlebenden flüchteten sich ins benachbarte Kasachstan.
Zwischen den Jahren 1990 und 1997 wurden in Turkestan verschiedene islamistische und zum Teil militante Organisationen gegründet, die ein vereinigtes Turkestan forderten. Im Mai 1996 verlagerte der Terroristenführer Osama bin Laden seinen Hauptaufenthaltsort nach Afghanistan. Die terroristische al-Qaida baute Afghanistan zu ihrem Stützpunkt aus und errichtete Ausbildungscamps, in denen auch Muslime aus Zentralasien ausgebildet wurden.
1997 wurde Afghanistan von den Taliban zum islamischen Emirat ausgerufen und im chinesischen Xinjiang arbeiteten angeblich Angehörige der islamischen Gottespartei ein Vier-Punkte-Programm zur Gründung einer Islamischen Republik Ostturkestan aus, die auch den bewaffneten Kampf (d. h. Terroranschläge gegen chinesische Regierungsinstitutionen) mit einschloss.
Zwischen 1997 und 2001 wurden von der al-Qaida in Afghanistan rund 20.000 Menschen militärisch ausgebildet. Laut Aussage des stellvertretenden chinesischen Ministerpräsidenten Qian Qichen sind rund 1000 von ihnen Uiguren aus China und Zentralasien.